# Albergaria-a-Velha e Valmaior
Albergaria-a-Velha e Valmaior est une paroisse civile portugaise (en portugais : freguesia) de la municipalité d'Albergaria-a-Velha dans le district d'Aveiro. Elle est créée en 2013, par fusion des paroisses d'Albergaria-a-Velha et Valmaior.

## Histoire
La paroisse est créée par la loi no 11-A/2013 du 28 janvier 2013 portant réorganisation administrative du territoire des freguesias, en fusionnant les paroisses d'Albergaria-a-Velha et Valmaior. Son nom officiel est União das Freguesias de Albergaria-a-Velha e Valmaior et son siège est fixé à Albergaria-a-Velha.

## Démographie
Lors du recensement de 2021, Albergaria-a-Velha e Valmaior compte 11 058 habitants. C'est alors la paroisse la plus peuplée de la municipalité, qui totalise 24 840 habitants.